# Auvernier

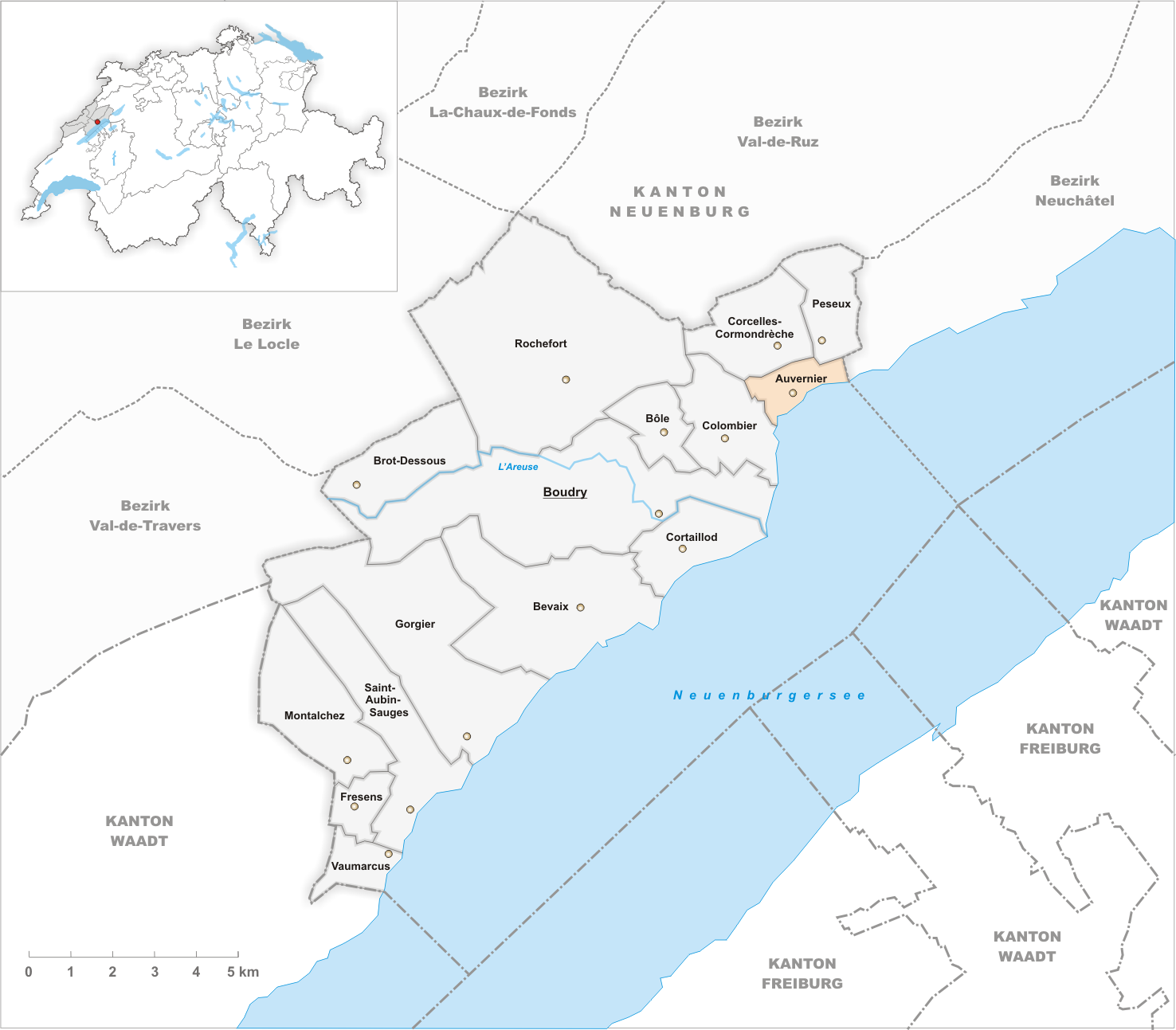
Gemeindestand vor der Fusion am 1. Januar 2013

Auvernier ist eine Ortschaft und ehemalige politische Gemeinde im Distrikt Boudry des Kantons Neuenburg in der Schweiz. Der frühere deutsche Name Avernach wird heute nicht mehr verwendet. Am 1. Januar 2013 fusionierte sie mit den Gemeinden Bôle und Colombier zur neuen Gemeinde Milvignes.

## Geographie
Auvernier liegt auf 433 m ü. M., vier Kilometer westsüdwestlich der Kantonshauptstadt Neuenburg (Luftlinie). Das ehemalige Winzerdorf erstreckt sich am Jurasüdfuss, nahe dem Ufer des Neuenburgersees.
Die Fläche des 1,7 km² grossen Gemeindegebiets umfasst einen Abschnitt am Nordufer des Neuenburgersees. Der Gemeindeboden reicht vom schmalen Uferstreifen nordwärts über den Hang bis zur Höhe der Geländeterrasse von Peseux und Corcelles-Cormondrèche. Der höchste Punkt von Auvernier befindet sich mit 530 m ü. M. am Rand dieser Terrasse. Von der Gemeindefläche entfielen 1997 46 % auf Siedlungen, 4 % auf Wald und Gehölze, 48 % auf Landwirtschaft und etwas weniger als 2 % war unproduktives Land.
Zu Auvernier gehört das Quartier Beauregard oberhalb des Bahnhofes. Nachbargemeinden von Auvernier sind Neuenburg, Peseux, Corcelles-Cormondrèche und Colombier.

## Bevölkerung
Mit 1559 Einwohnern (31. Dezember 2012) gehört Auvernier zu den mittelgrossen Gemeinden des Kantons Neuenburg. Von den Bewohnern sind 86,2 % französischsprachig, 6,7 % deutschsprachig und 2,2 % italienischsprachig (Stand 2000). Die Bevölkerungszahl von Auvernier ist seit 1850 (677 Einwohner) langsam aber kontinuierlich angestiegen.

## Wirtschaft
Seit dem Mittelalter ist Auvernier eine traditionelle Weinbau- und Fischergemeinde. Die Hänge in der Umgebung des Dorfes sind optimal zur Sonne ausgerichtet und eignen sich für den Weinbau. Seit 1888 ist Auvernier Sitz der Kantonalen Weinbauschule (heute Service cantonale de viticulture). In den letzten Jahrzehnten entwickelte sich Auvernier zur Wohngemeinde mit einem hohen Prozentsatz an Wegpendlern, die vor allem im benachbarten Neuenburg arbeiten.

## Verkehr

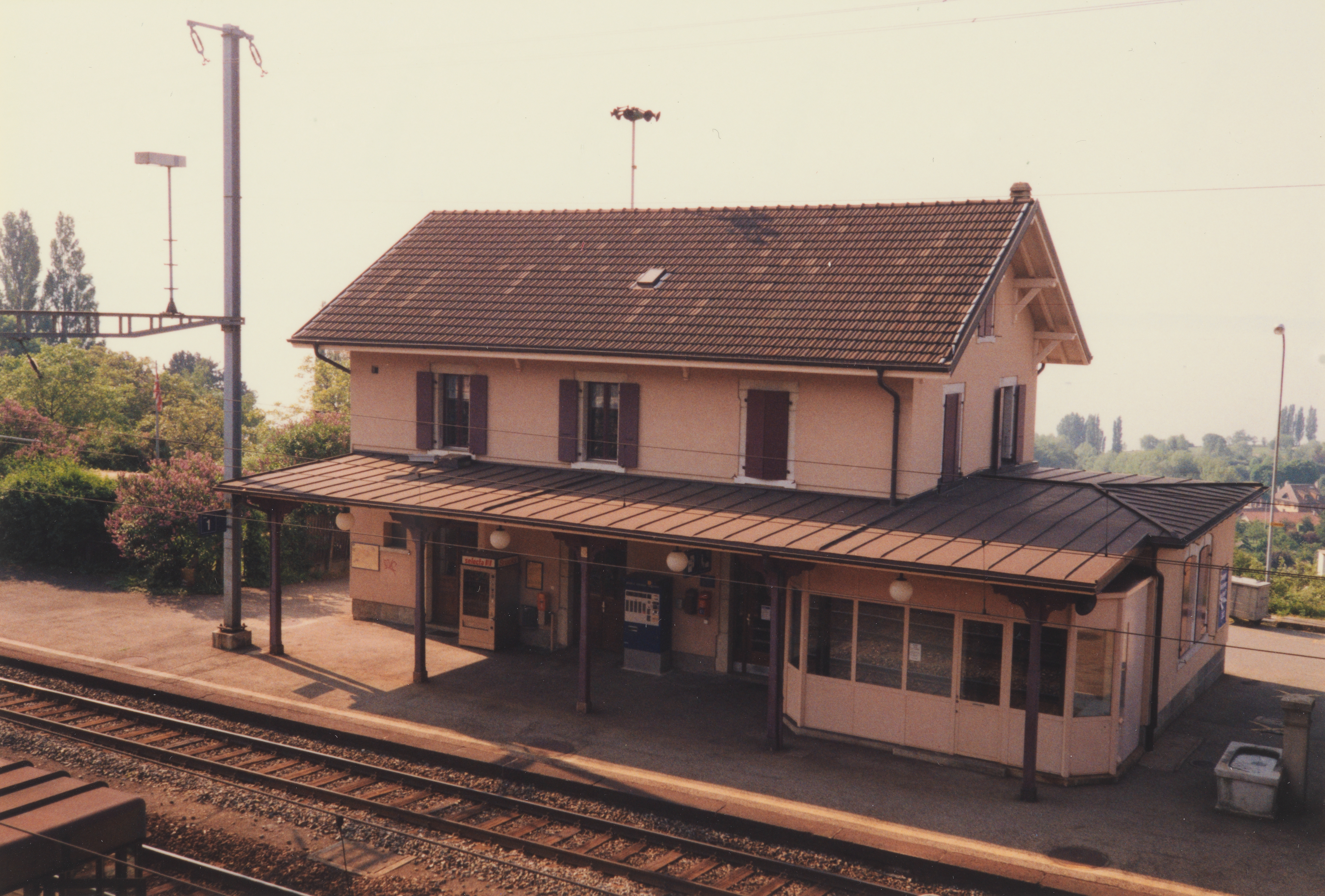
Stationsgebäude Auvernier (1998)

Die Gemeinde ist verkehrstechnisch sehr gut erschlossen. Sie liegt an der Hauptstrasse 5 von Neuenburg nach Yverdon, die 1977 mit der Eröffnung des Autobahnabschnitts der A5 von Serrières nach Boudry entlastet wurde. Im Bereich des Dorfes wurde die Autobahn in einen Tagbautunnel verlegt. Im Rahmen des Autobahnbaus erfuhr die Landschaft entlang des Seeufers massive Eingriffe: Rund 17 Hektaren Land wurden aufgeschüttet und das Ufer mit Erholungsanlagen neu gestaltet.
Am 7. November 1859 wurde die Bahnstrecke Lausanne–Biel/Bienne mit einem Bahnhof in Auvernier eröffnet. Am 25. Juli 1860 fand die Einweihung der Strecke Auvernier – Les Verrières statt. Diese zweigt westlich des Bahnhofs Auvernier von der Jurasüdfusslinie ab. Die 1892 eröffnete Überlandlinie 5 der Strassenbahn Neuenburg besitzt ebenfalls eine Haltestelle in Auvernier.

## Geschichte

Historisches Luftbild von Werner Friedli von 1954

Auvernier kann auf eine sehr lange Siedlungstradition zurückblicken. 1855 wurden am Seerand Überreste von Pfahlbauten entdeckt und in der Folgezeit ausgegraben. Der Siedlungsplatz Auvernier zählt zu den wichtigsten prähistorischen Fundstellen in der Schweiz und gab der Auvernier-Phase, einem Abschnitt der späteren Schweizer Jungsteinzeit, den Namen. Der Ort war vermutlich vom 4. bis zum 1. Jahrtausend v. Chr. bewohnt. 1876 wurde der Allée couverte von Auvernier eine Megalithanlage entdeckt. Auch während der Römerzeit und während der Burgunderzeit war Auvernier bewohnt. Es wurde eine Jupiterstatuette gefunden.
Die erste urkundliche Erwähnung des Dorfes erfolgte 1011 unter dem Namen Averniacum. Das Gebiet gehört damals zum Königreich Burgund. Im Laufe des 14. Jahrhunderts dehnten die Grafen von Neuenburg ihre Macht auch auf Auvernier aus. Seit 1648 war Neuenburg Fürstentum und ab 1707 durch Personalunion mit dem Königreich Preussen verbunden. 1806 wurde das Gebiet an Napoleon I. abgetreten und kam 1815 im Zuge des Wiener Kongresses an die Schweizerische Eidgenossenschaft, wobei die Könige von Preussen bis zum Neuenburgerhandel 1857 auch Fürsten von Neuenburg blieben. Auvernier gehörte bis 1848 zur Mairie La Côte, seither zum Bezirk Boudry.
Nach 1888 untersuchte Julius Kollmann prähistorische Funde aus Auvernier. Auf Basis von Schädeln formulierte er eine Vermutung über das Aussehen der damaligen Menschen. Eine 1900 entstandene Büste zeigt die sogenannte «Dame von Auvernier» (heute im Naturhistorischen Museum Basel). Auch wenn die Büste keinen Aufschluss über die Hautfarbe gab, hatte die Frau, die als «erste Schweizerin» bezeichnet wurde, Ähnlichkeit mit einer Schwarzen, was eine Kontroverse auslöste. Bundesrat Karl Schenk verteidigte die «Dame von Auvernier» und sage über sie: «Ich finde im Gegenteil, sie ist Fleisch von unserem Fleisch und Blut von unserem Blut.» Schenk fuhr fort, ihr und ihren Zeitgenossen einen Ehrenplatz unter den geistig fähigsten Menschen zuzusprechen.
Am 28. September 1982 schenkte der Winzer Alfred Olympi der Stadt La Chaux-de-Fonds seinen etwa 20'000 m² grossen Weinberg in Auvernier, unter der Bedingung, dass sie ein jährliches Fest, das Fête de mai, feiert. Die Jahresproduktion aus Chasselas und Pinot noir betrug 2022 etwa 10'000 Flaschen.

## Sehenswürdigkeiten
Auvernier besitzt ein malerisches Ortsbild. Im oberen Dorfteil steht die reformierte Kirche. Sie entstand durch mehrfache Umbauten und Vergrösserungen der 1478 erbauten und Saint-Nicolas geweihten Kapelle. Beachtenswert ist das um 1530 errichtete sogenannte Haus des Bürgerspitals von Solothurn mit einem Treppenturm. Die Grand' Rue, die den oberen mit dem unteren Dorfteil verbindet, wird auf beiden Seiten von Bürgerhäusern aus dem 16. und 17. Jahrhundert gesäumt. Westlich des Dorfes befindet sich das von zwei Türmchen flankierte Schloss, das 1559 erbaut und im 17. Jahrhundert erweitert wurde.

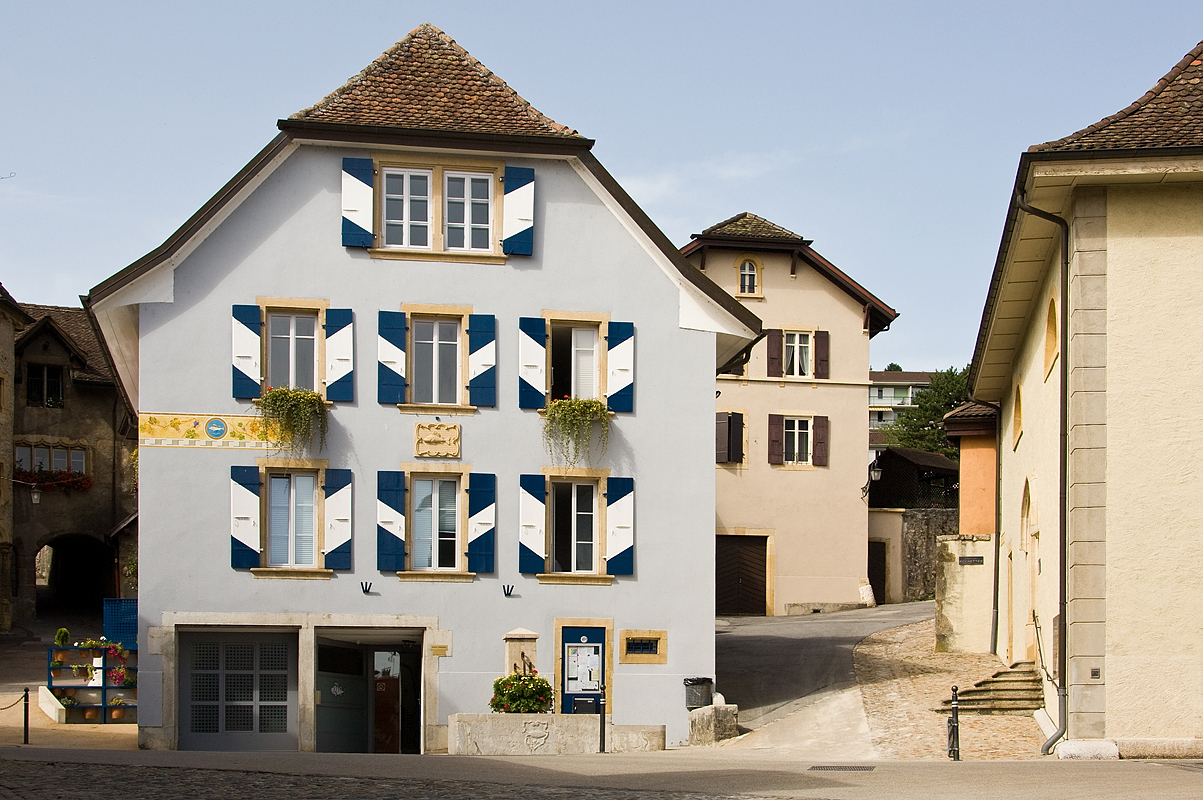
Gemeindehaus
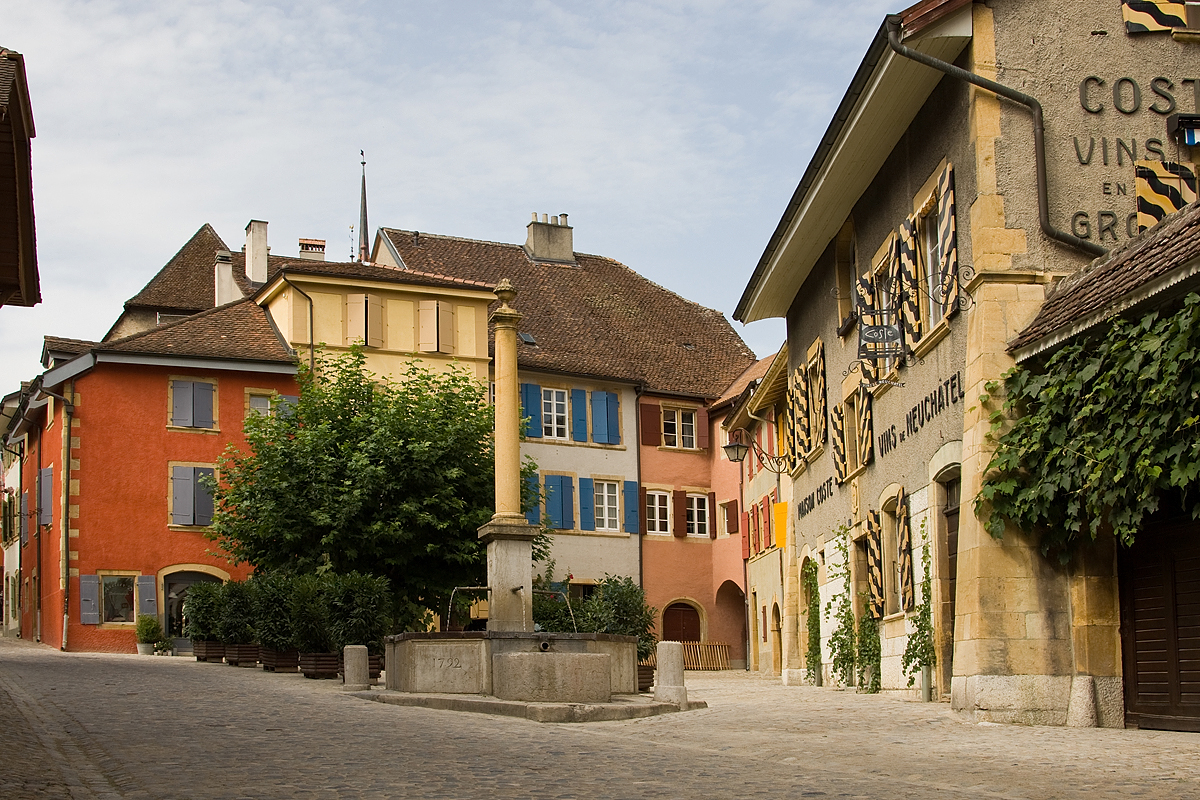
Grand'Rue
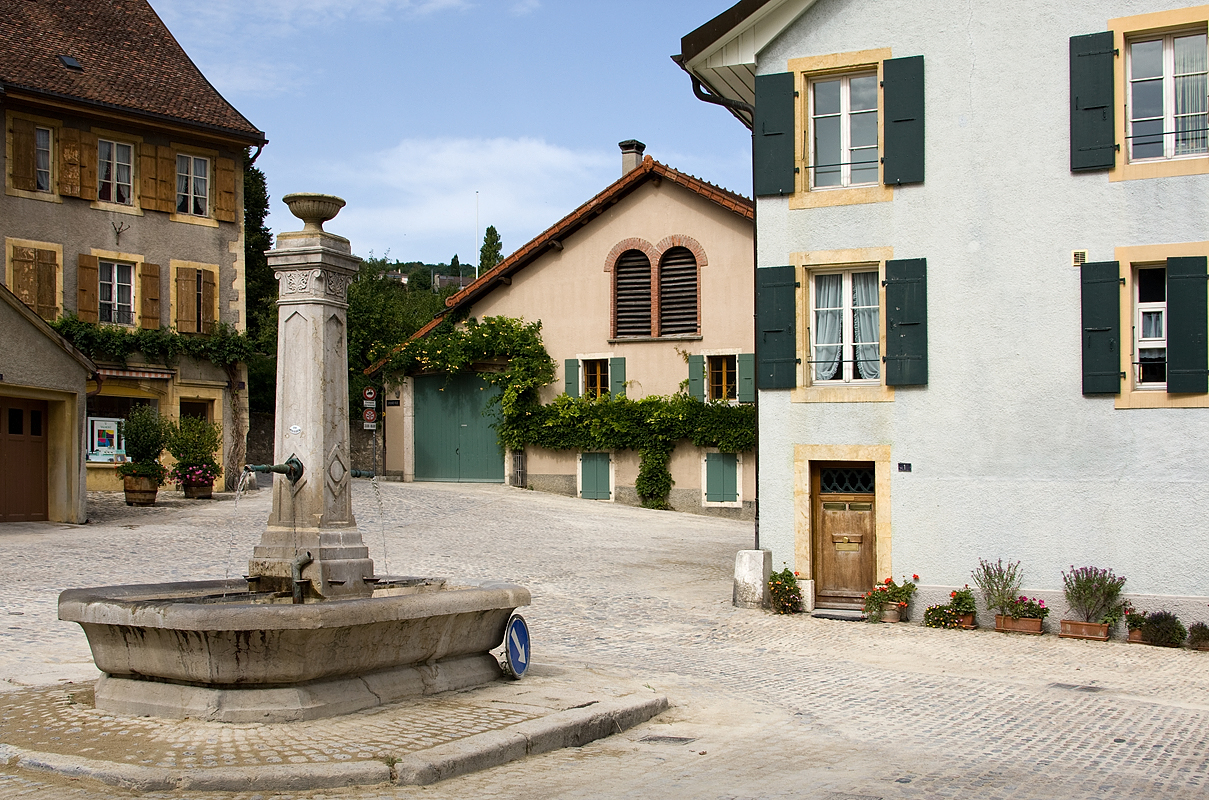
Port du vin
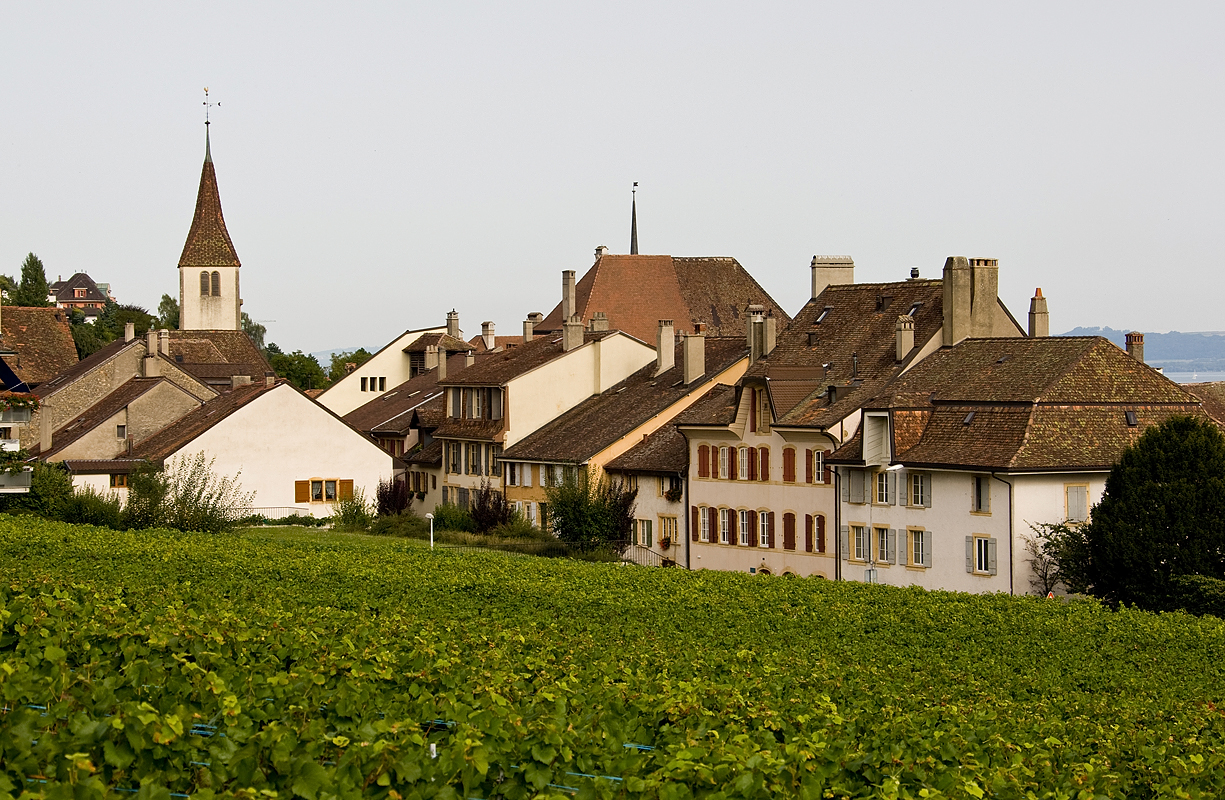
Blick ostwärts zum Dorf
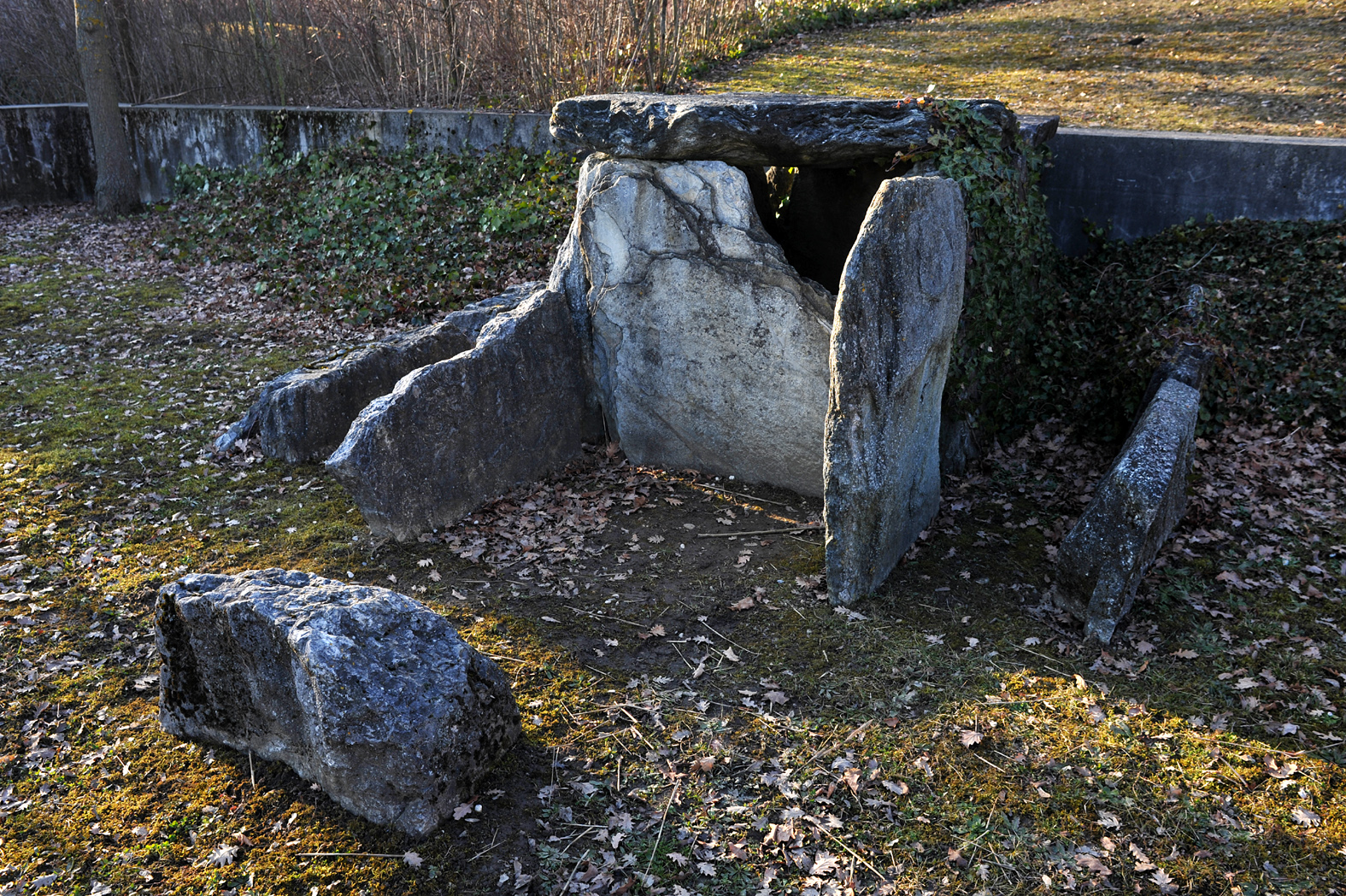
Galeriegrab

## Persönlichkeiten
- Henri-David Chaillet (1751–1823), evangelischer Geistlicher in Neuenburg
- Charles Eduard Junod (1828–1877), hauptsächlich in Hamburg tätiger Photograph, Ingenieur und Sprachlehrer. Bekannt wurde er durch seine (Stereo-)Photographien aus dem deutsch-dänischen Krieg 1864.
- Didier Burkhalter (* 1960), Politiker (FDP), Bundesrat